# 闘鶏国造
闘鶏国造（つげのくにのみやつこ・つげこくぞう）は闘鶏国（大和国北東部）を支配した国造。

## 概要

### 表記
『日本書紀』に闘鶏国造とある他、都祁国造、都下国造とも。

### 祖先
不明。

### 氏族
闘鶏氏（つげうじ、姓は君）。允恭朝に忍坂大中姫皇后に不敬があったため、稲置姓に落とされた。同族に直姓も存在した。

## 本拠
大和国山辺郡都祁。現在の奈良県奈良市の旧都祁村近辺。

## 氏神
都祁水分神社か。祭神は速秋津比古命・大国御魂命または天之水分神・国之水分神。

### 墓
- 三陵墓古墳群（さんりょうぼこふんぐん）
奈良市都祁南之庄町にある古墳群で、国造との関連が指摘されている。

## 人物
- 大山主君（おおやまぬしのきみ）
仁徳天皇朝の国造。氷室の氷を初めて御所に献上し、以後、氷室の管理者となった。
- 闘鶏国造（つげこくぞう）
允恭天皇朝の国造。不敬により稲置姓に降格。本名は不詳。

## 子孫
- 闘鶏御田（つげのみた）
猪名部御田とも。雄略天皇朝の大工。とびの達人で、楼閣上を走ること飛行するがごとくであったという。

- 北氏
山辺郡の豪族で都祁水分神社の社家。後に藤原姓を称するようになる。